# Bardonecchia
Bardonecchia (französisch Bardonnèche, okzitanisch Bardonèicha) ist eine italienische Gemeinde (comune) mit 2978 Einwohnern (Stand 31. Dezember 2023) in der Metropolitanstadt Turin (TO), Region Piemont. 

## Geographie

Lage von Bardonecchia in der Metropolitanstadt Turin

Bardonecchia liegt auf einer Höhe von 1312 m s.l.m. im oberen Susatal etwa 4 km von der französischen Grenze entfernt. Es ist die am weitesten westlich gelegene Gemeinde Italiens. Turin befindet sich etwa 90 km östlich. 
Das Gemeindegebiet umfasst eine Fläche von 132,31 km². Zum Gebiet der Gemeinde gehören die Fraktionen Lez Arnaus, Melezet, Millaures und Rochemolles. Nachbargemeinden sind Avrieux, Bramans, Exilles, Modane, Névache und Oulx. Sie ist Mitglied der Comunità Montana Alta Valle di Susa. Die Bevölkerung spricht größtenteils Okzitanisch, viele verstehen auch Französisch.

## Verkehr

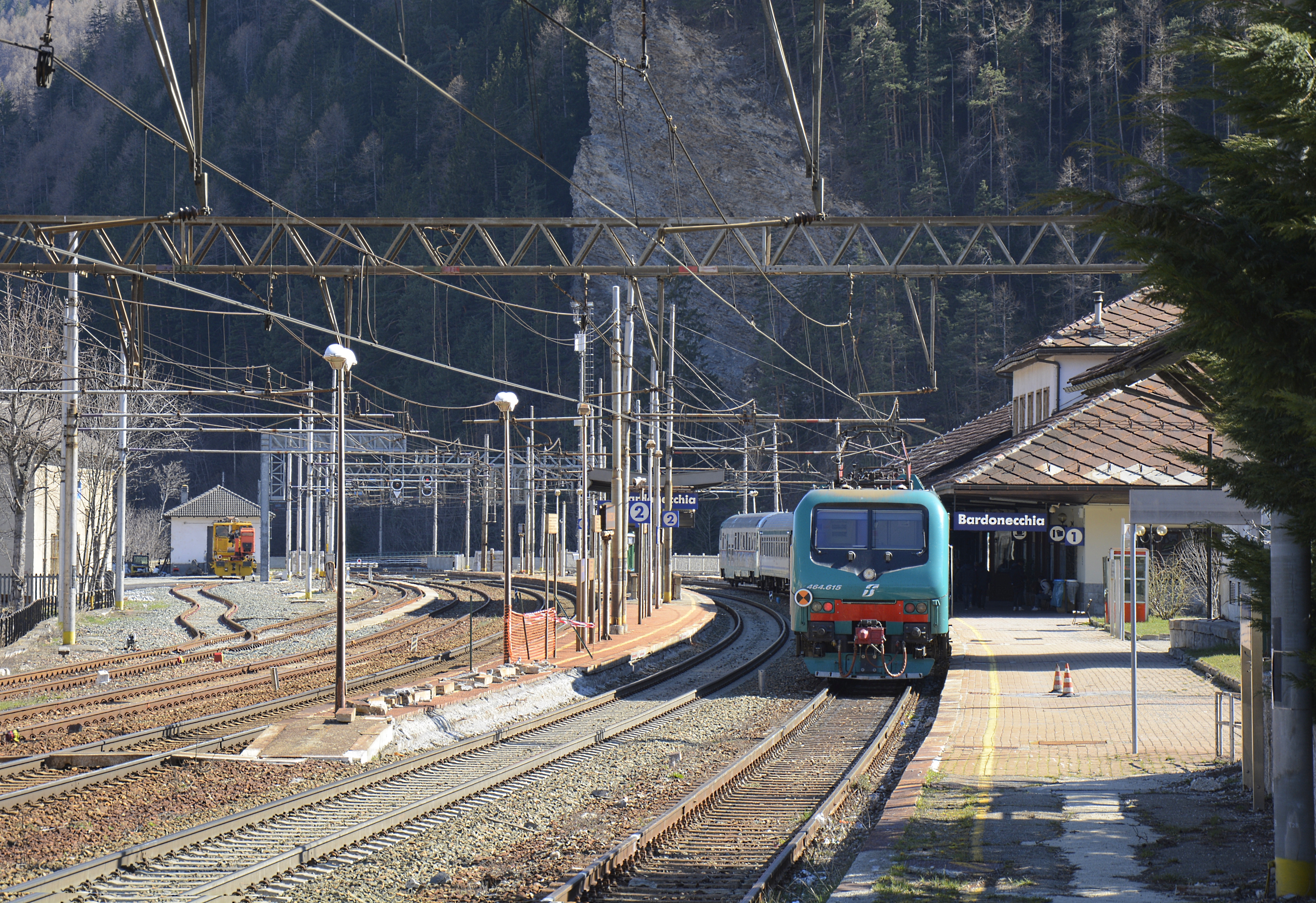
Bahnhof

In Bardonecchia befinden sich die südlichen Ausfahrten des Fréjus-Straßentunnels und des Mont-Cenis-Eisenbahntunnels. Im Bahnverkehr liegt der Bahnhof Bardonecchia an der internationalen Bahnstrecke Modane–Turin und ist der letzte Bahnhof in Italien vor der Grenze zu Frankreich, die etwa in der Mitte der Tunnels verläuft.
Am Tunnelausgang des Fréjus-Tunnels beginnt die Autostrada A32, ein Bestandteil der Europastraße 70. Sie führt nach Turin und ist dort mit dem italienischen Autobahnnetz verbunden.

## Sport

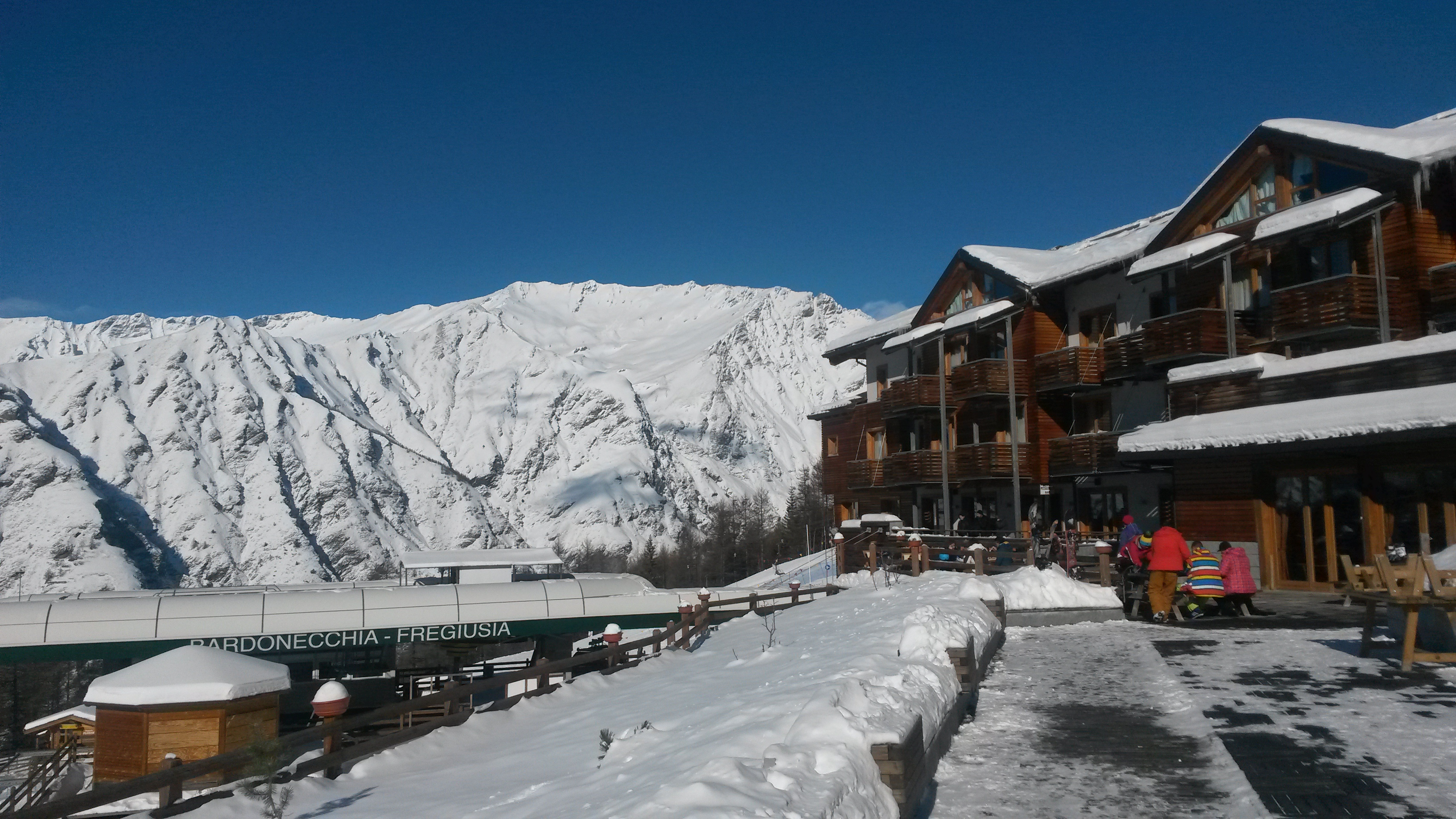
Hotel Jafferau oberhalb von Bardonecchia in etwa 1950 m Höhe

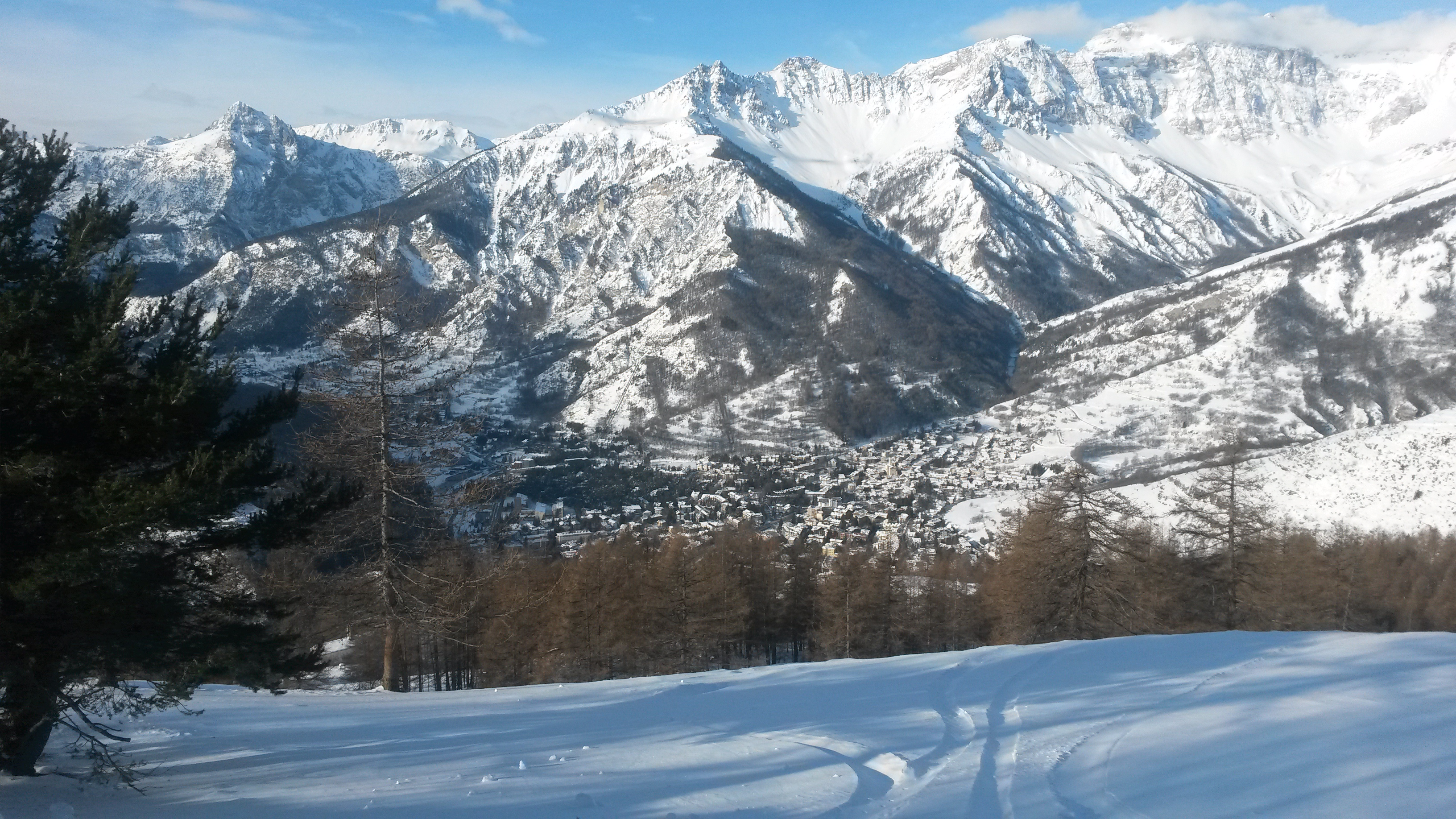
Blick auf Bardonecchia im Winter aus einer Höhe von etwa 1900 m

Bardonecchia ist ein Wintersportort. In Melezet, das drei Kilometer vom Dorfzentrum entfernt ist, fanden die Snowboard-Wettbewerbe der Olympischen Winterspiele 2006 statt.
Am 16. Juli 2021 erhielt Bardonecchia zusammen mit den weiteren Veranstaltungsorten Turin, Sestriere und Pragelato von Special Olympics International den Zuschlag für die Austragung der Special Olympics World Winter Games 2025.

## Umweltschutz
Bardonecchia ist seit 2007 Mitglied des CIPRA-Gemeindenetzwerkes Allianz in den Alpen.

## Tourismus
- Bardonecchia ist Ausgangspunkt der Befahrung des Col de Sommeiller, des zweithöchsten mit zweispurigen Fahrzeugen erreichbaren Punktes der Alpen.
- Wandern: Bardonecchia ist Ausgangspunkt des hochalpinen Weitwanderweges Alta Via Val di Susa, auf dem man über das Mont-Cenis-Plateau und Rocciamelone in das untere Susatal gelangt. Zudem ist der Ort klassischer Ausgangsort für Wanderungen zum 3178 m hohen, bereits in Frankreich liegenden Wallfahrtsberg Mont Thabor.
- Von Bardonecchia führt eine Gondelbahn zum Hotel Jafferau (etwa 1950 m Höhe). Von dort bis kurz unterhalb des Monte Jafferau erstreckt sich ein alpines Skigebiet, das mit Liften gut erschlossen ist.

## Persönlichkeiten
- Teresio Vachet (1947–2025), italienischer Skirennläufer
- Ian Matteoli (* 2003), Snowboarder